# Frederik Hans Walter
Frederik Hans Walter (1685 – 30. maj 1749) var en dansk officer.
Han var søn af Christian Albrecht Walter (29. december 1654 – 4. april 1687) og Søster Svane (døbt 14. februar 1658 – 1731) og blev generalmajor og hvid ridder. Fra 10. november 1738 til sin død var han kommandant i Kastellet. 
Han havde ingen børn, men en adoptivdatter, Frederica Walter (21. september 1734 – 19. april 1826), som blev gift med Andreas Harbou.